# Norðoyar
Norðoyar o Norðoyggjar (Norderøerne en danès) és una regió de les illes Fèroe que engloba les sis illes situades al nord-est de l'arxipèlag. Aquestes illes són Kalsoy, Kunoy, Borðoy, Viðoy, Svínoy i Fugloy. Klasvík es considera la capital natural d'aquesta regió. La superfície de Norðoyar és de 241 km² i té una població total de gairebé 6.000 persones.
Norðoyar sorgeix a l'Edat mitjana. Des del 2010, Norðoyar i l'illa d'Eysturoy formen jurisdiccions separades, però mantenen un districte policial comú.
Les illes d'aquesta regió acullen la majoria de les muntanyes més altes. Set dels deu cims de més de 800 metres que hi ha a les Fèroe es troben aquí. El Villingadalsfjall, la tercera muntanya més alta de les Fèroe amb 841 metres, es troba a l'illa de Viðoy, en aquesta regió.
Entre 1854 i 2008, Norðoyar va constituir una circumscripció electoral pròpia del Løgting, el parlament feroès.
En el referèndum d'independència celebrat el 1946, el 67,3% dels votants de Norðoyar van votar a favor de la independència, la major proporció de qualsevol regió feroesa.
L'agost de 2006 es va obrir un túnel submarí que uneix Klaksvík i Leirvík, a l'illa d'Eysturoy. Aquest túnel de 6,2 km és el més llarg del país i se l'anomena Norðoyatunnilin.